# City of Lies
City of Lies es un thriller policíaco de 2021 británico-estadounidense dirigido por Brad Furman. Es una adaptación del libro LAbyrinth, de Randall Sullivan (2002), que trata de la investigación de los asesinatos de Tupac Shakur y The Notorious B.I.G., y sobre la implicación de la policía de Los Ángeles (LAPD) y de la pandilla de los Bloods en esos asesinatos.
Johnny Depp y Forest Whitaker protagonizan los papeles principales.

## Reparto
- Johnny Depp como Russell Poole.[1][2]
- Forest Whitaker como Jackson ("Jack").[3][2]
- Rockmond Dunbar como Dreadlocks.[4]
- Neil Brown Jr. como Rafael Pérez.[5]
- Xander Berkeley[6] como Edwards.
- Shea Whigham[6] como el detective Frank Lyga.
- Wynn Everett[6] como Megan Poole.
- Toby Huss[6] como el detective Fred Miller.
- Louis Herthum[7] como Stone.
- Shamier Anderson como David "D. Mack" Mack[7]
- Amin Joseph como Kevin Gaines.[8]
- Laurence Mason como Dunton.[9]
- Joseph Ferrante[10] como el detective Snow.
- Dayton Callie como el teniente O'Shea.
- Keith Szarabajka como el sargento Reese.
- Peter Greene como el comandante Fasulo.
- Marisol Sacramento como Errolyn Romero.
- Michael Paré como Varney.
- Glenn Plummer como Psycho Mike.
- Kevin Chapman como el sargento Leeds.
- Obba Babatundé como jefe de policía.
- Robert Esser como EMT Robert McGinnis.
- Rian Bishop como el agente Simpyak.